# Zsiga Melinda
Zsiga Melinda (Siófok, 1985. december 7. –) kétszeres amatőr világbajnoki bronzérmes kick-boxos low-kick kategóriában; profi kick-box bajnok és amatőr magyar bajnoki helyezett ökölvívó, amatőr magyar bajnok k-1 szabályrendszerben; 
magyar bajnok bikini modell, edző.

## Életpályája
Az általános iskola után gimnáziumba járt, majd 18 évesen a fővárosba jött, hogy diplomát szerezzen. Az ELTE Tanárképző Főiskolai Karán (ELTE-TFK) végzett, testnevelőtanár lett belőle.  Az igazi szenvedélye a kézilabda volt. Általános iskolában napi három edzésre járt, válogatott kézilabdázó akart lenni. Csak aztán egyre jöttek a sérülések, az állandó kényszerpihenők. Már Budapesten élt, amikor egy hosszabb kényszerleállás alatt úgy döntött, elkezd bokszolni, hogy addig is csináljon valamit, amíg nem kézilabdázhat újra. Mindig a sport volt az élete. Alig érte bántódás a bőrszíne miatt, vagy azért, mert nem a vér szerinti szülei nevelték fel. Szerinte ezt is a sportnak köszönheti. Mindig ügyes, kitartó volt, ezért felnéztek rá. Aztán egy nap nagy meglepetés érte. Edzőnek hívták a konditerembe, ahol a neves kick-box edző, dr. Bene Zoltán is dolgozik. Míg Melinda zsákos edzéseket tartott, látta, ahogy a ringben Bene doktor oktat. És kedvet kapott az új sportra. Minden edzésen ott volt, előbb jött, később ment, sokszor csak azért maradt ott, hogy nézze a többieket, ahogy edzenek. Ha nem emlékezett egy kombinációra, felírta, és otthon bemagolta. 2017-ben már válogatott lett, majd kijutott a világbajnokságra, ahol bronzérmet szerzett. Két évvel később, 2019-ben teljesítményét a szarajevó-i világbajnokságon megismételte, újfent bronzérmet szerzett lock-kick-ben, az 52 kg-os súlycsoportban.
"Már általános iskolában is atletizáltam, ahol országos bajnokságon a legjobbak közé kerültem. Többször megkaptam az iskola legjobb sportolója címet. Középiskolában NB.I/B országos kézilabda ligában játszottam. Főiskolás koromban kezdtem el az ökölvívást, és 2009-ben első amatőr versenyemen 3. helyezést értem el. Fitnesz modell-ként 2010-ben debütáltam."